# 자로

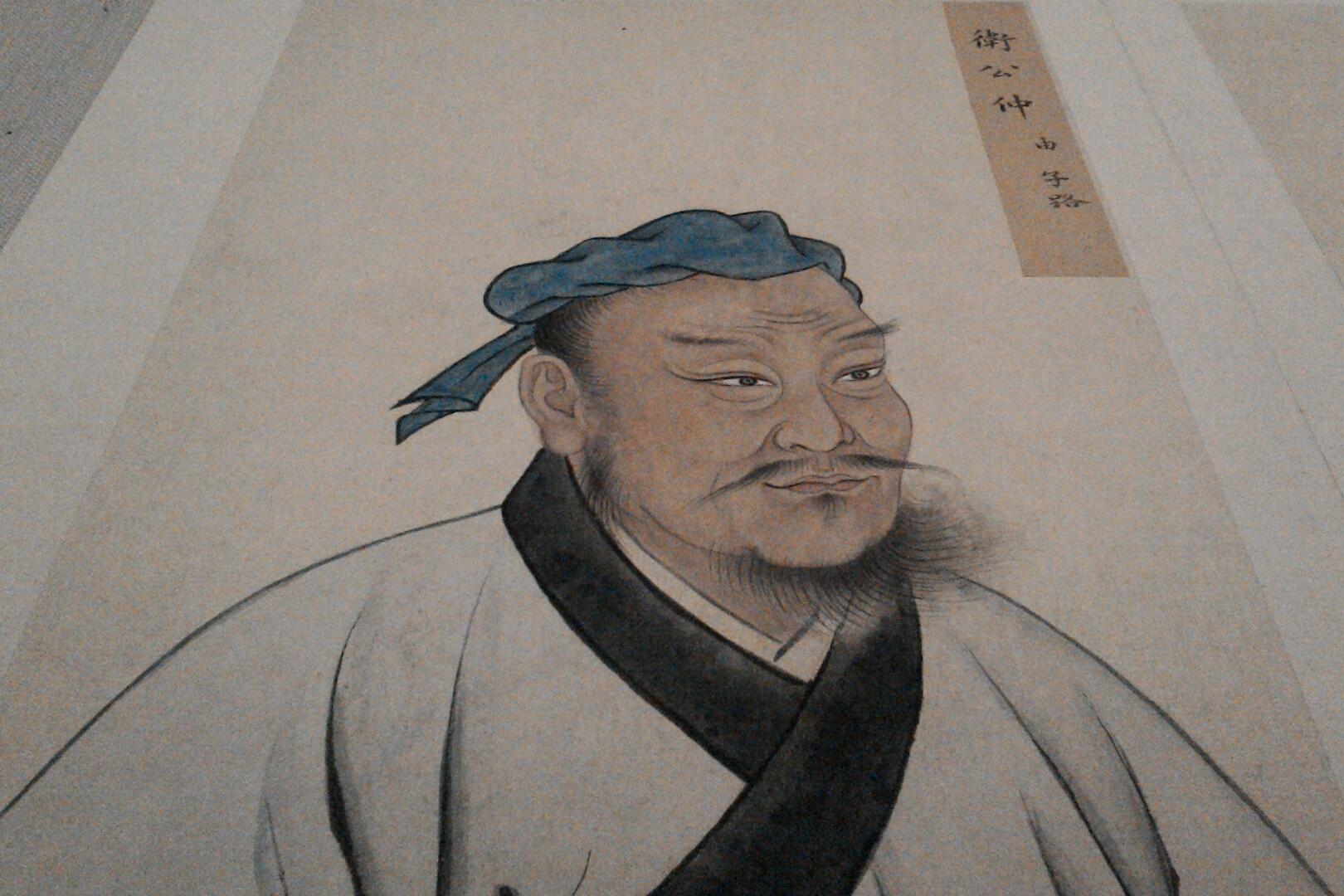

중유(仲由, 기원전 542년 ~ 기원전 480년)는 중국 춘추 시대 노나라의 학자이자 관료로, 자는 자로(子路) 또는
계로(季路)이며 변(卞) 사람이다. 흔히 자로라고 불린다.

## 생애
자로는 공자(孔子)의 핵심 제자 중의 한 사람으로, 공자의 천하유세 동안 고난을 끝까지 함께 하였다. 자로는 공자가 살아 있을 때 염구와 함께 노나라의 유력한 정치가였다.
공자와 14년의 천하주유과 망명생활을 함께 했으며, 공자가 노나라로 돌아갈 때 위나라에 남아서 공씨의 가신이 되었으나, 왕실 계승 분쟁에 휘말려 괴외의 난 때 전사하였다.
그의 유해는 발효되어 젓갈로 담가지는 수모를 당했다. 이 소식을 들은 공자는 크게 슬퍼하여 집안에 있는 “젓갈”(해; 醢)을 모두 내다 버렸으며, 이후에도 젓갈과 같은 종류의 음식만 보면, “젓갈로 담가지다니!”라며 탄식했다고 한다.
자로는 공자의 제자 중 최연장자였으며, 어떤 면에서는 제자라기보다 가장 친한 친구요 가장 엄격한 비판자였다는 견해도 있다. 그는 공자가 문란한 진후(陳后) 남자(南子)와 회견하였을 때 분개하였으며, 공자가 두 번이나 읍을 거점으로 반란을 일으킨 자들을 섬기려고 생각하였을 때도 항의하였다.
자로는 자기 자신에 대해서도 엄격한 사람이었다고 평가되며, 논어의 안연편에는 그는 약속을 다음날까지 미루는 일이 없었다고 한다. 맹자에 따르면, 자로는 다른 사람이 자기의 결점을 지적하면 기뻐하였다고 한다. 그는 용맹스러웠고 직선적이고 성급한 성격 때문에 예의바르고 학자적인 취향을 가진 제자들과는 이질적인 존재였다. 그의 성격은 거칠었으나 꾸밈없고 소박한 인품으로 부모에게 효도하여 공자의 사랑을 받았다.

## 참고 문헌
- 이 문서에는 다음커뮤니케이션(현 카카오)에서 GFDL 또는 CC-SA 라이선스로 배포한 글로벌 세계대백과사전의 내용을 기초로 작성된 글이 포함되어 있습니다.